# Cyphostemma rubroglandulosum
Cyphostemma rubroglandulosum är en vinväxtart som beskrevs av E. Retief & A. E. von Wyk. Cyphostemma rubroglandulosum ingår i släktet Cyphostemma och familjen vinväxter. Inga underarter finns listade i Catalogue of Life.